# Dumfries e Galloway

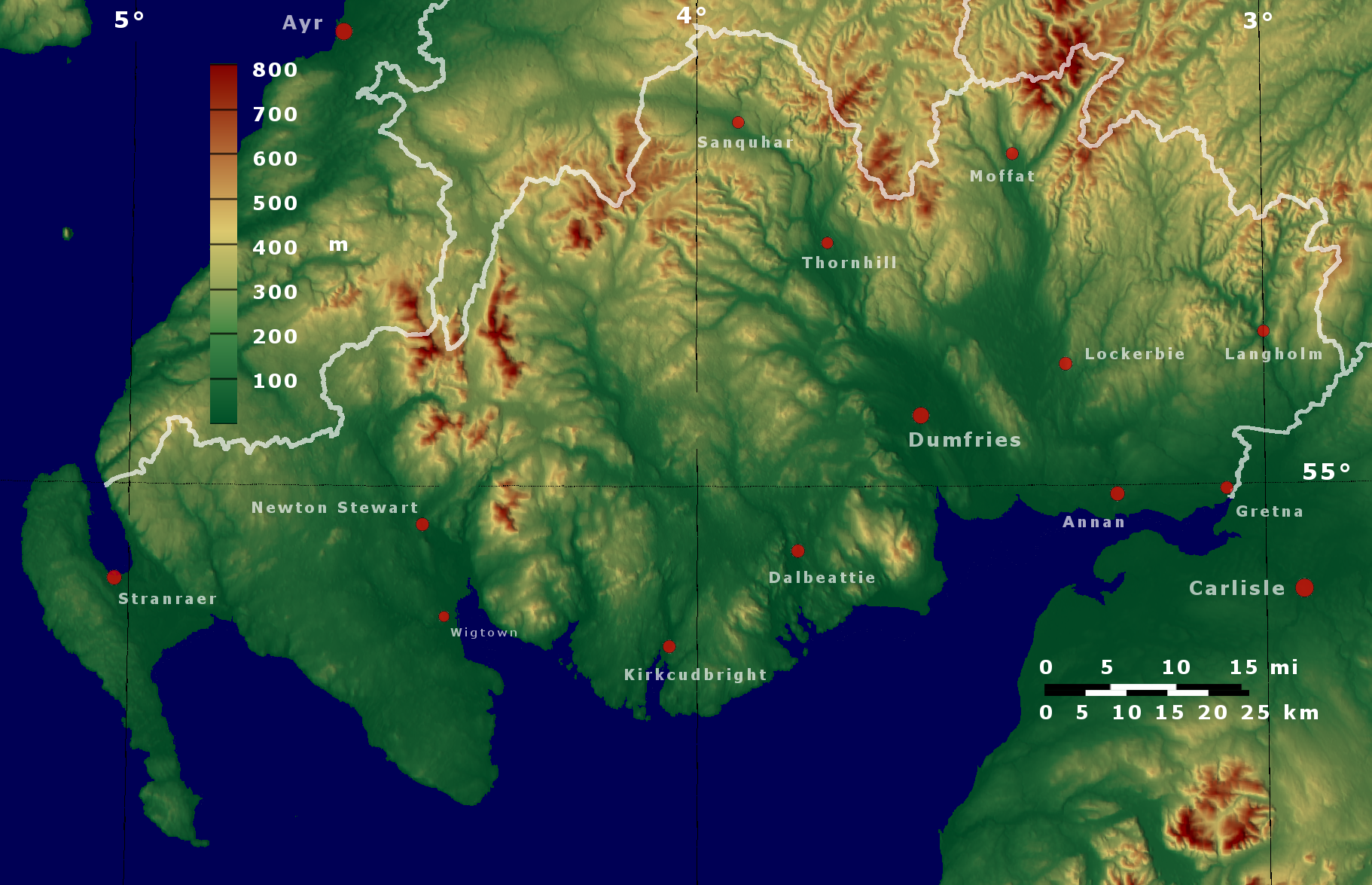
mappa topografica di Dumfries e Galloway

Dumfries e Galloway (gaelico scozzese Dùn Phris agus an Gall-Ghaidhealaibh) è un'area amministrativa della Scozia. 

## Storia
La contea fu creata nell'anno 1975 dalla fusione di tre contee storiche: Dumfriesshire, Kirkcudbrightshire e Wigtownshire.

## Località
- Ae, Airieland, Airds of Kells, Annan, Anwoth, Ardwell
- Beattock, Beeswing, Brydekirk
- Caerlaverock, Cairngaan, Cairnryan, Cargenbridge, Carsphairn, Castle Douglas, Castle Kennedy, Clarencefield, Corsock, Creetown
- Dalton, Dornock, Drumlanrig, Drummore, Dumfries, Dundrennan, Dunscore
- Eastriggs, Ecclefechan, Eskdalemuir
- Garlieston, Gatehouse of Fleet, Glenluce, Gretna Green, Gretna
- Haugh of Urr, Hoddom
- Johnstonebridge
- Keir, Kippford, Kirkcolm, Kirkcudbright
- Langholm, Lochmaben, Lockerbie
- Millhousebridge, Moffat, Moniaive, Mull of Galloway
- New Abbey, New Galloway, New Luce, Newton Stewart, Newton Wamphray
- Parton, Penpont, Portpatrick
- Robgill Tower
- Rigg, Ruthwell
- Sandhead, Sanquhar, St. John's Town of Dalry, Stranraer
- Terregles, Thornhill, Twynholm
- Wanlockhead, Whithorn, Wigtown

## Infrastrutture e trasporti
I trasporti nella regione sono gestiti dalle compagnie di autobus Huston's, McEwan's, Stagecoach Western e McCall's coaches e dagli operatori ferroviari Abellio ScotRail, First TransPennine Express e Virgin Trains.

### Ferrovie
La regione dispone di 7 stazioni ferroviarie; tutte sono sulla Glasgow South Western Line, tranne Lockerbie che fa parte della West Coast Main Line.
- Stranraer railway station
- Kirkconnel railway station
- Sanquhar railway station
- Dumfries railway station
- Annan railway station
- Gretna Green railway station
- Lockerbie railway station

### Bus e pullman
La zona è servita da autobus che collegano i principali centri abitati. Servizi di autobus espressi collegano le principali città con Glasgow, Ayr, Edimburgo e Carlisle. Servizi di autobus locali sono gestiti in tutta la regione.

### Mare
Dumfries e Galloway è sede di due porti marittimi, entrambi in servizio con l'Irlanda del Nord. Ambedue sono nella parte occidentale della regione: Stena Line e P&O Irish Sea, e hanno una porta nel villaggio di Cairnryan.

### Aeroporti
La regione è provvista anche di aeroporti commerciali; i più vicinì sono l'aeroporto di Glasgow Prestwick e il Carlisle Lake Airport District. La regione ospita un certo numero di aeroporti privati. Nei cieli della città di Lockerbie è esploso l'aereo Pan Am 103 nell'attacco terroristico del 21 dicembre 1988.

### Strade
Le strade principali da e verso la regione sono:
- A74(M)
- A75
- A76
- A77
- A701
- A709

## Galleria d'immagini

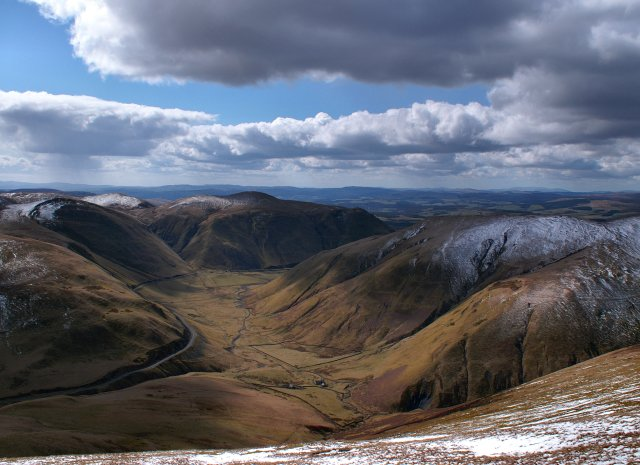
Dalveen Pass.
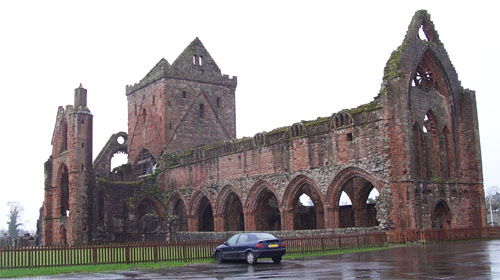
Sweetheart Abbey.
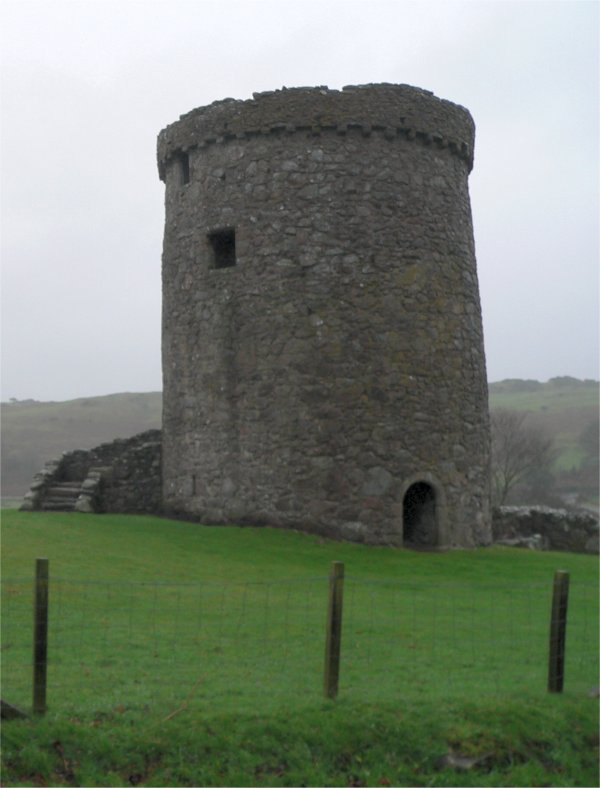
Orchardton Tower.
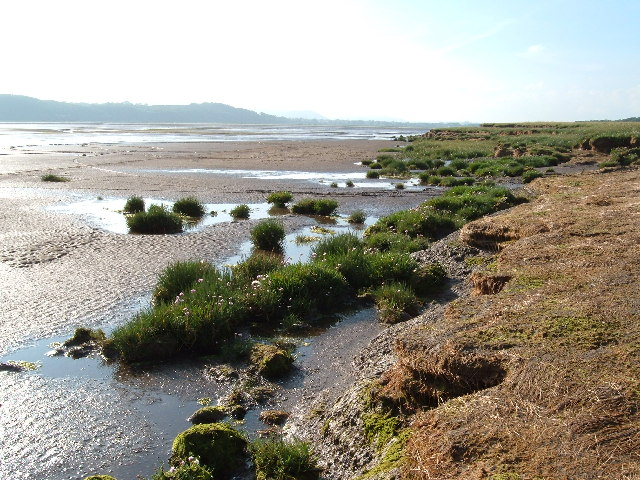
Caerlaverock National Nature Reserve.
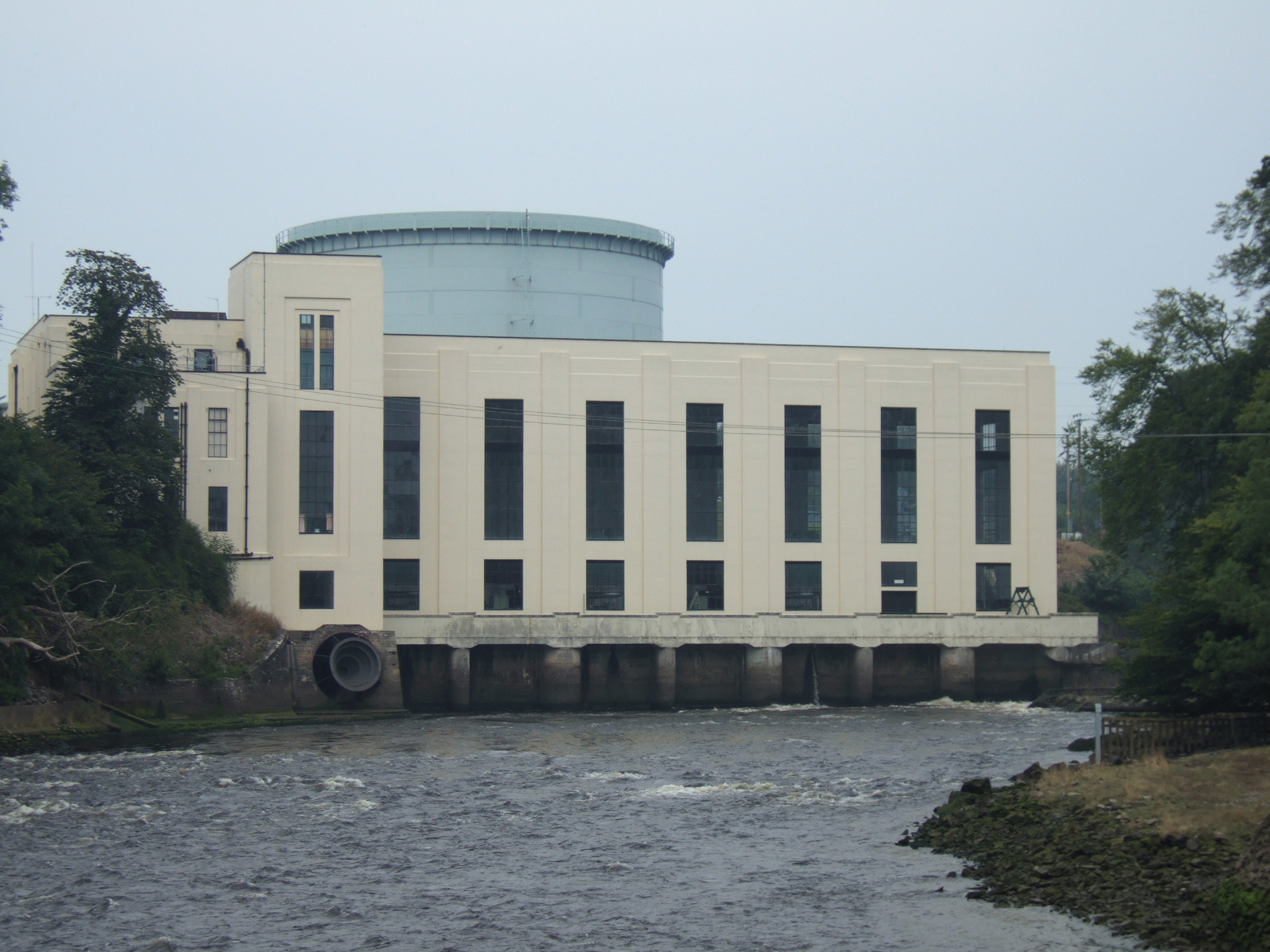
Centrale elettrica Tongland.
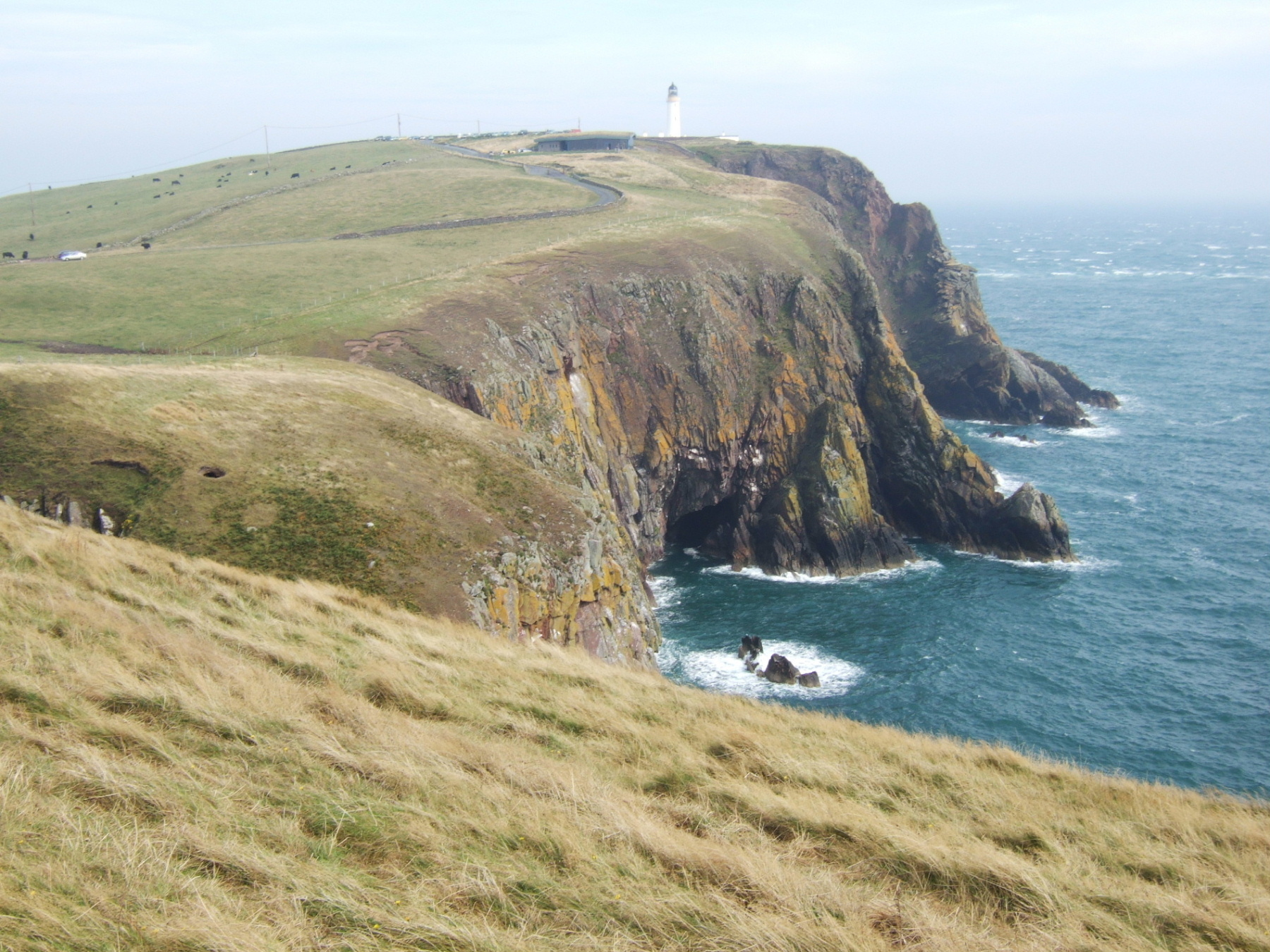
Promontorio del Mull of Galloway.
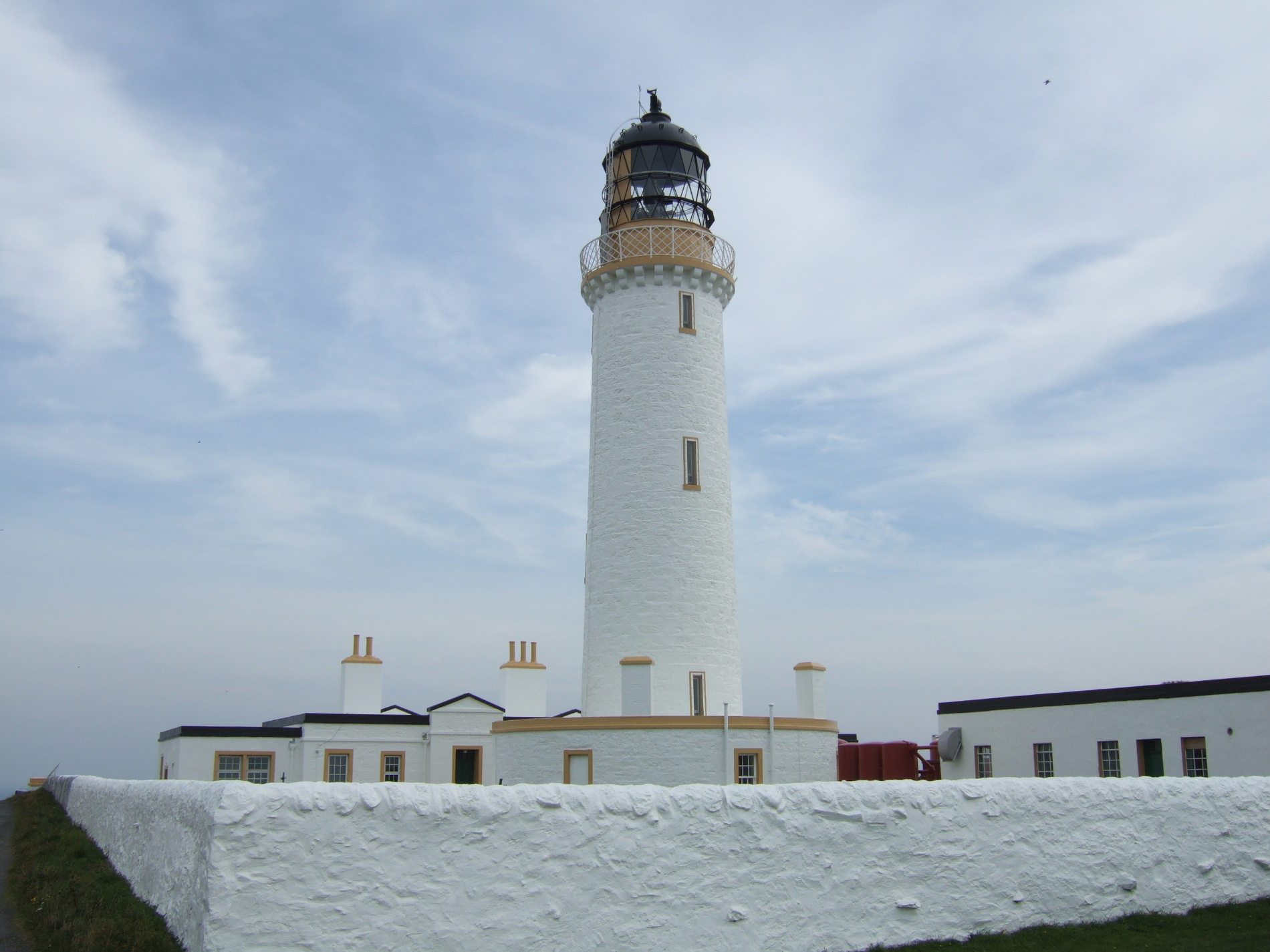
Faro del Mull of Galloway.
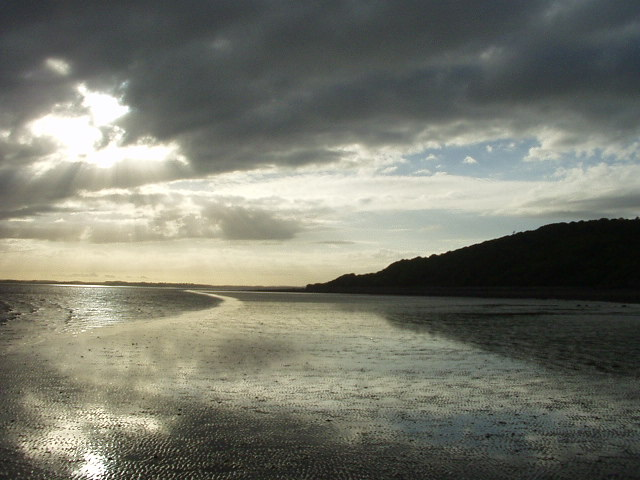
Una delle tante spiagge nei Machars nel Wigtownshire.
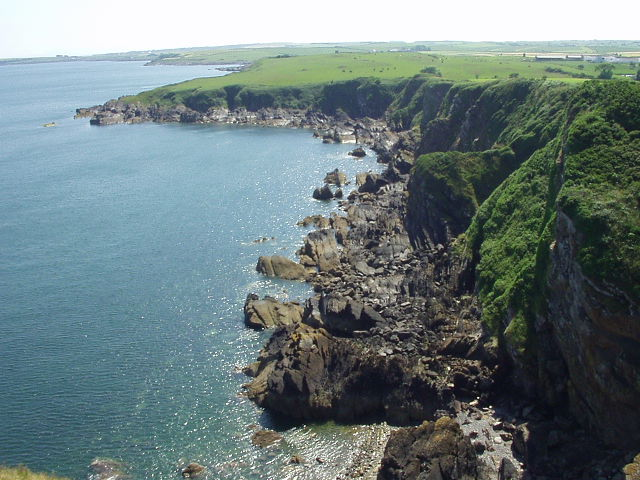
Machars Costa guardando verso sud da Cruggleton Castle.
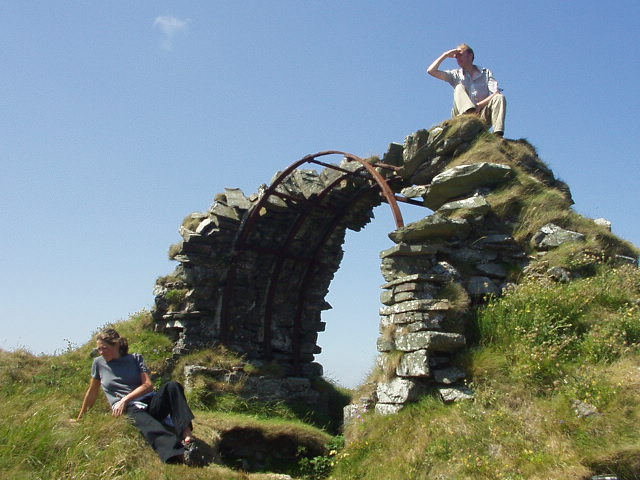
I resti del castello di Cruggleton.
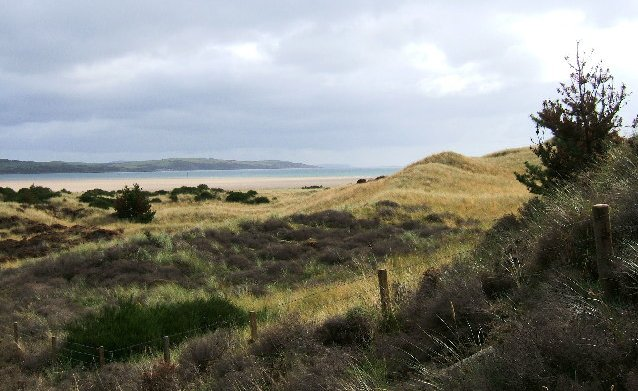
The Machars con lo sfondo della Luce Bay.
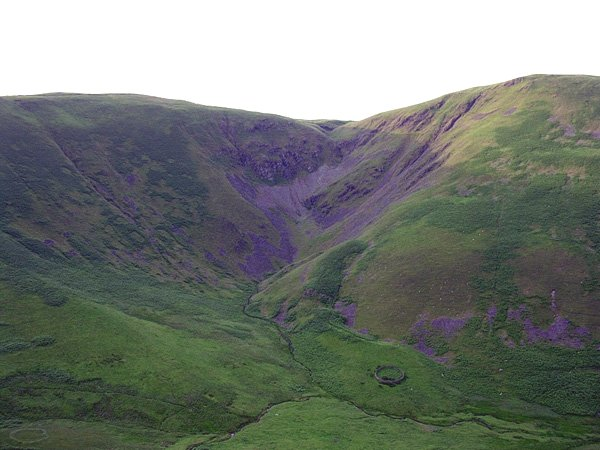
Il Devil's Beef Tub.
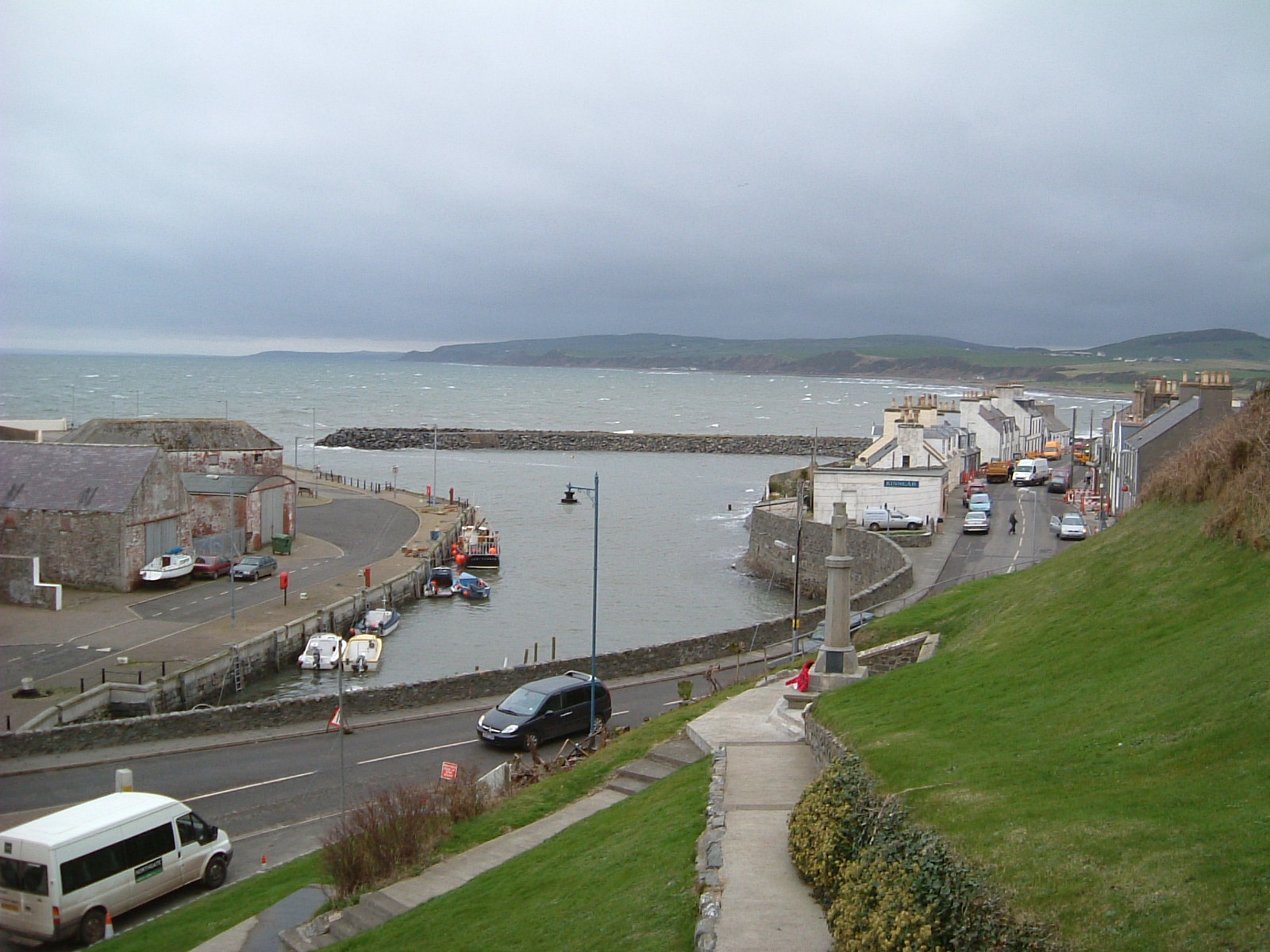
Port William (Scozia).
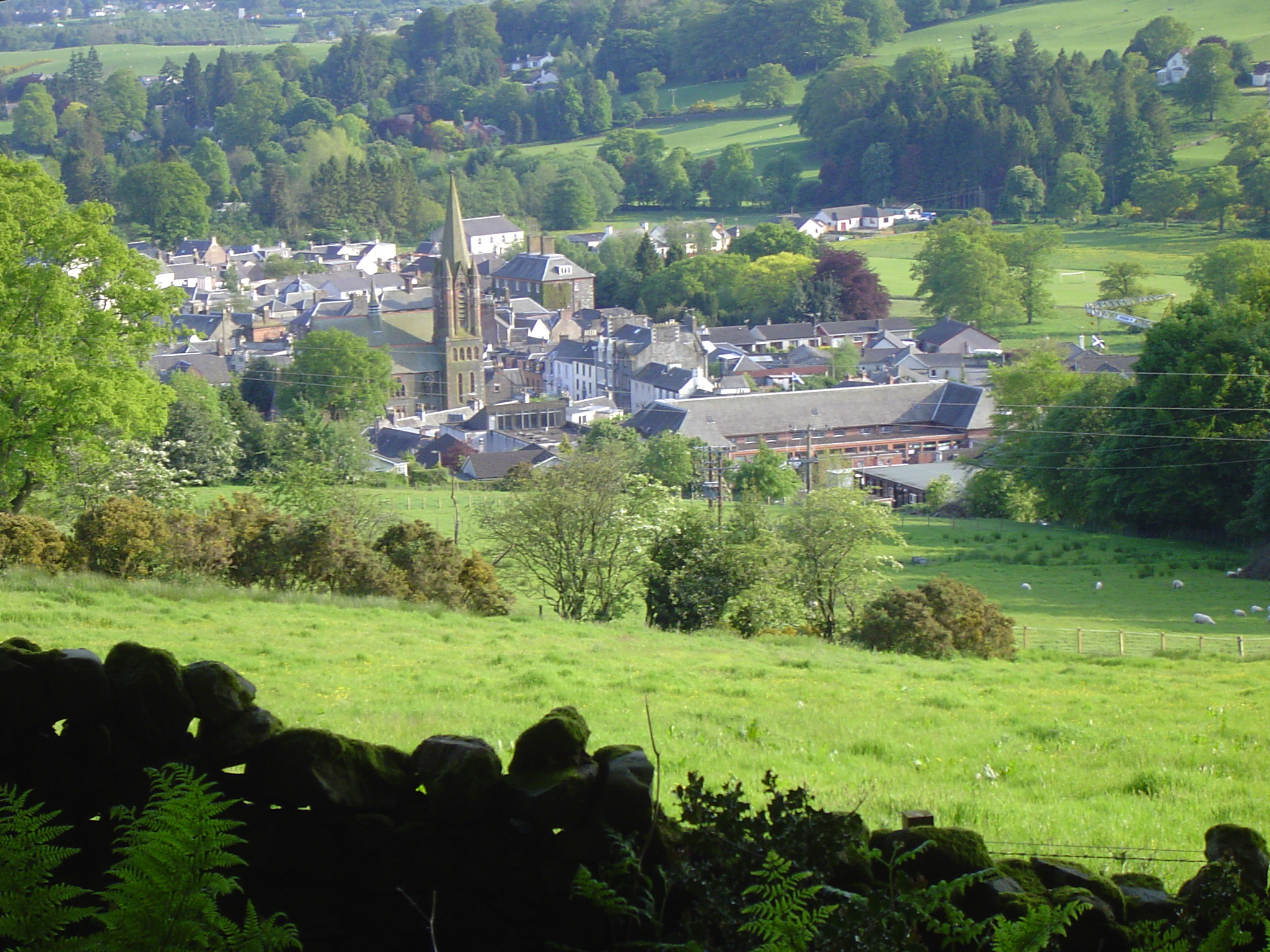
Moffat.
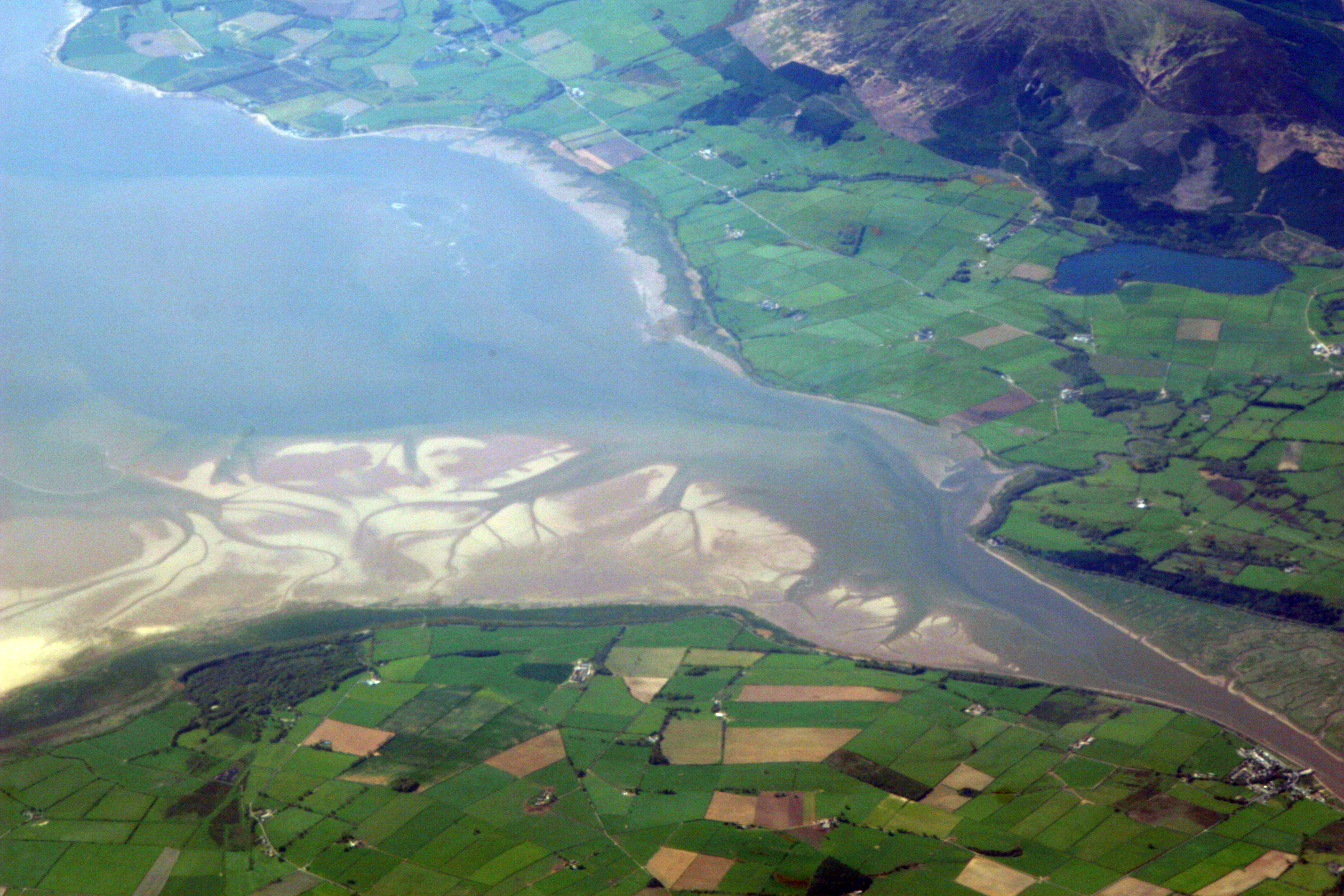
Estuario del fiume Nith.
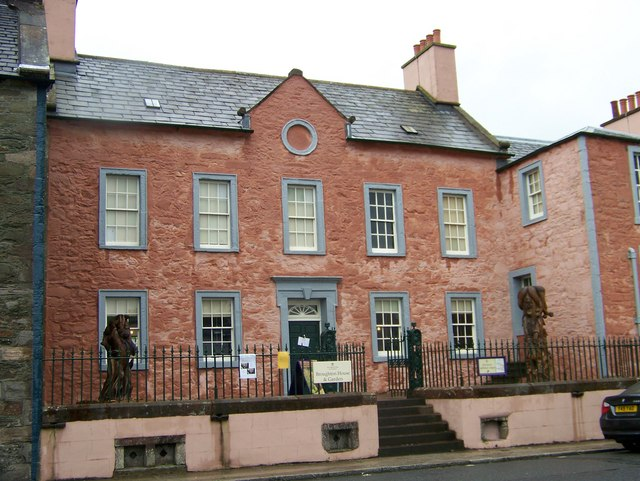
Broughton House, casa dell'artista E. A. Hornel.